# جورج بيتروس
جورج بيتروس (بالإنجليزية: George Petros)‏ هو صحفي أمريكي، ولد في 11 يناير 1955 في شيكاغو في الولايات المتحدة.